# Дущенко Євген Васильович
Євге́н Васи́льович Ду́щенко (23 червня 1925, Одеса — 25 квітня 2011 Київ) — український диригент, народний артист УРСР (від 1982 року).

## Біографія
Євген Васильович Дущенко народився 23 червня 1925 в Одесі, в сім'ї робітника-друкаря. У 1944 мобілізований на фронт. Мав поранення. Демобілізований у 1946 р.
Закінчив 1950 р. Одеську консерваторію як хормейстер (клас Костянтина Пігрова); у 1953 — Київську консерваторію (по класу оперно-симфонічного диригування Володимира Пірадова).
У 1950—1953 — хормейстер Української хорової капели «Думка».
У 1953 — диригент Симфонічного оркестру Українського радіо.
У 1953—1957 — диригент Симфонічного оркестру Одеської филармонії, паралельно викладав хормейстерські дисципліни в Одеській консерваторії.
У 1957—1959 — диригент Симфонічного оркестру Українського радіо.
У 1959—1963 — головний диригент Харківської філармонії.
У 1963—1973 роки Є. В. Дущенко — головний диригент Харківського театру опери та балету, у 1973—1983 роках — Київського театру оперети, у 1983—1989 роках — Київського дитячого музичного театру.
З 1959 по 1972 рр. викладав у Харківському інституті мистецтв, де також керував студентським симфонічним оркестром. Його випускники по класу оперно-симфонічного диригування — Віктор Мутін, Шаліко Палтаджян, Микола Шпак.
Від 1973 року викладав в Київській консерваторії (від 1986 року — професор). Серед випускників — А. Мархлевський

## Звання та нагороди
- Заслужений діяч мистецтв Української РСР (1960)
- Народний артист Української РСР (1982)
- Орден «Знак Пошани» (1967)

## Театральні постановки

### Харків
- Манон Леско (Дж. Пуччіні)
- Василь Губанов (Д. Л. Клебанов)
- Євгеній Онєгін (П. І. Чайковський)
- Пікова дама (П. І. Чайковський)
- Аїда (Дж. Верді)
- Бал-Маскарад (Дж. Верді)
- Ріголетто (Дж. Верді)
- Трубадур (Дж. Верді)
- Напій кохання (Г. Доніцетті)
- Снігурочка (М. А. Римський-Корсаков)
- Фауст (Ш. Гуно)
- Кармен (Ж. Бізе)
- Тарас Бульба (М. В. Лисенко)
- Даїсі (Захарія Паліашвілі)
- Ромео і Джульєтта (С. Прокоф'єв)
- Попелюшка (С. Прокоф'єв)
- Легенда про любов (А. Меліков)
- Жизель (А. Адан)
- Шопеніана (Ф. Шопен — А. Глазунов)